# Augensalbe
Augensalbe (lateinisch Oculentum oder Unguentum ophthalmicum) ist eine Salbenzubereitung zur Anwendung am Auge oder seiner Hilfsorgane, sie gehört also zu den Ophthalmika. Neben Augentropfen, Augenduschen (Augenbadewanne), Augenspülungen und Augengelen werden sie in der Augenheilkunde zur Lokaltherapie häufig eingesetzt. Anwendungsgebiete sind Hornhaut-, Lid- und Bindehautentzündungen.
Augensalben basieren auf einer reizlosen Salbengrundlage aus weißem Vaselin und dickflüssigem Paraffin (einfache Augensalbe, Oculentum simplex), eventuell mit Zusatz von Cholesterol (emulgierende Augensalbe, Oculentum emulsificans). Da diese mikrobiologisch nicht anfällig sind, ist ein Zusatz von Konservierungsmitteln nicht nötig. Beide sind heißluftsterilisierbar. Diesen Salbengrundlagen können Wirkstoffe wie Dexpanthenol, Vitamin A, Antibiotika, Virostatika oder Kortikoide zugesetzt werden. Augensalben bewirken eine längere Verweildauer der Wirkstoffzusätze als Augentropfen, weil sie nicht so stark von der Tränenflüssigkeit ausgespült werden. Nachteilig sind leichte Einschränkungen der Sehfähigkeit und mögliche Verstopfungen der Tränenwege.